# Jovita Idar
Jovita Idar de Juarez, més coneguda com a Jovita Idar o Idár, (Laredo, EUA, 7 de setembre de 1885 - San Antonio, 15 de juny de 1946) fou una periodista, activista, educadora i treballadora pels drets civils mexicanoamericana.

## Biografia
Jovita Idar de Juarez va néixer el 1885 al sud de Texas, filla d'un editor de periòdics mexicanoamericà. Visqué la Revolució Mexicana durant la seva edat adulta. Va ser periodista com el seu pare, i dedicà un interès particular a la pobresa i al racisme present entre la seva gent. L'any 1911 ajudà el seu pare a organitzar el Primer Congrés Mexicà, una conferència educativa i cultural que reuní líders mexicanoamericans d'arreu. El mateix any es va convertir en presidenta de la Lliga feminista mexicana, que s'oposà activament al linxament, promogué la igualtat de drets per a les dones i va fomentar l'educació per als nens mexicanoamericans. El 1913 va cofundar la Creu Blanca (White Cross), un grup de dones que proporcionaven atenció medica a civils i soldats de tots dos costats de la frontera Texas-Mèxic. Defensà el diari El Progreso, que el 1914 publicà un article criticant el president Woodrow Wilson per ordenar a les tropes dels EUA a la frontera entre Texas i Mèxic. Quan els Rangers de Texas van arribar per tancar el diari, Idar es va mantenir ferma davant la porta per impedir-los l'entrada. El 1917 es traslladà a San Antonio on obrí una escola d'infants gratuïta i va editar un diari metodista en castellà. Va romandre activa en les causes mexicanoamericanes fins a la seva mort, el 1946.